# Goodbye Mr. Mackenzie (canción)
«Goodbye Mr. Mackenzie» es un sencillo del álbum Good Deeds and Dirty Rags de la banda de rock alternativo Escocesa Goodbye Mr. Mackenzie. Fue lanzado en 1988, y se convirtió en el primer sencillo de la banda en entrar en el chart del Reino Unido, llegando al puesto #62.

## Lista de canciones
Vinilo de 12" en RU
1. «Goodbye Mr Mackenzie» - 5:37
2. «Green Turn Red» - 3:52
3. «Knockin' On Joe» - 6:00

Vinilo Promocional de 7"
1. «Goodbye Mr Mackenzie» - 3:27
2. «Green Turn Red» - 3:52

Maxi Sencillo
1. «Goodbye Mr Mackenzie» - 5:37
2. «Green Turn Red» - 3:52
3. «Knockin' On Joe» - 6:00
4. «Stars and Bars»

## Posicionamiento
| Listas (1988)    | Posición |
| ---------------- | -------- |
| UK Singles Chart | 62       |